# 아르보 윌푀

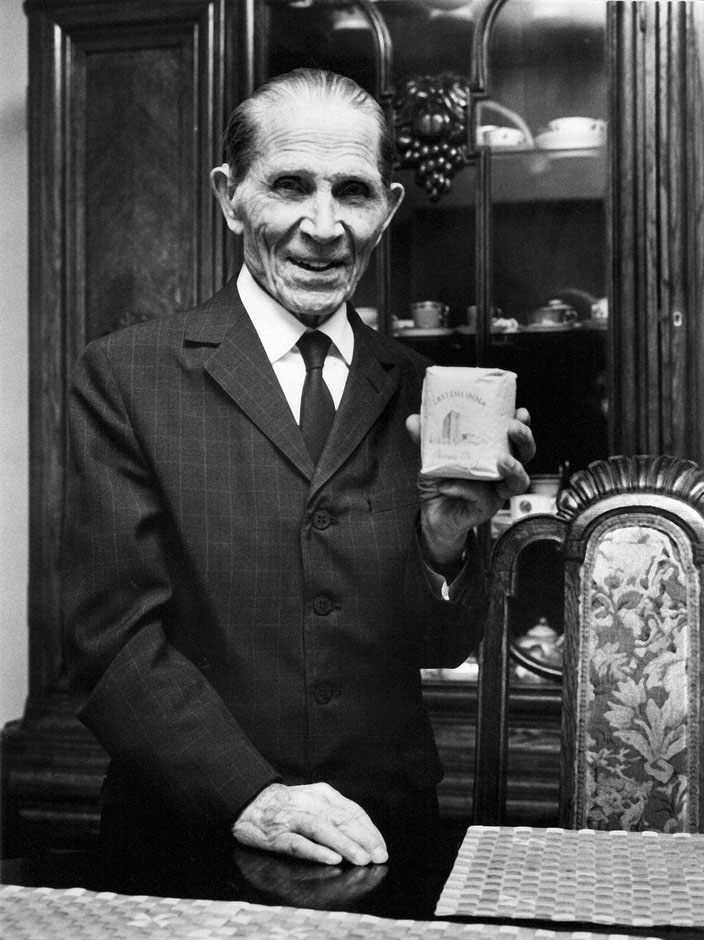
아르보 윌푀(1945년)

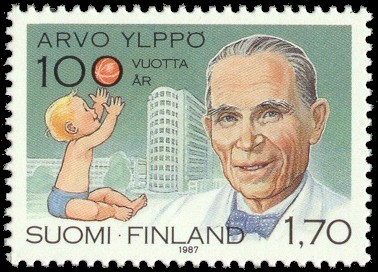
1987년 발행된 우표에 그려진 아르보 윌푀.

아르보 헨리크 윌푀(핀란드어: Arvo Henrik Ylppö, 1887년 10월 27일 – 1992년 1월 28일)는 20세기 핀란드 영아 사망률을 크게 감소시킨 핀란드의 소아과 의사이다. 그는 핀란드 공립 아동복지 클리닉 시스템의 아버지로 평가받고 있다. 핀란드의 대통령이 의사에게 수여하는 최고 명예 직함이며 단 한명만이 가질 수 있는 아르키아트리(Arkkiatri) 직함을 40년간 가지고 있었다.
윌푀는 1887년 핀란드 아카(Akaa)의 농가에서 태어났다. 그는 조산아로 태어났고 키가 작았다. 1906년 헬싱키 대학교에 입학하여 소아과를 전공하였다. 1912년 독일 베를린의 '독일 제국 영아 사망 퇴치를 위한 아우구스테 빅토리아 황후의 집(Kaiserin-Auguste-Viktoria-Haus zur Bekämpfung der Säuglingssterblichkeit im Deutschen Reich)'으로 가 1913년 유아의 빌리루빈 대사에 관한 논문을 썼다. 이 논문은 독일에서 출판되었다. 윌푀는 1914년 3월 헬싱키에서 졸업하여 의사가 되었다.
윌푀는 독일에 있는 동안 유아의 병리학적 해부학에 대한 연구에 집중하여 세계적인 인정을 받았다. 그의 연구에서 그는 조산아 사망이 일반적으로 단순한 발육 부전이 아닌, 치료 가능한 조건에 기인한다는 것을 관찰했으며 이는 조산아 치료 및 과학 발전을 주도했다.
1920년 핀란드로 돌아와 헬싱키 대학 병원의 교직원이 되었으며, 1925년에는 소아청소년과 교수 직위를 얻었다.
윌푀는 연구를 계속했으며 유아동에 관한 의학 저널에 광범위하게 기고했다. 그는 핀란드 간호사 교육, 핀란드 약국 산업 및 의료 문제에 대한 대중의 인식을 확대하기 위해 노력했다. 1920년부터 1963년까지 헬싱키 라스텐린나(Lastelinna)의 수석 의사였으며 헬싱키에서 개인 병원 또한 개업하였다.
윌푀는 1957년에 은퇴하였지만 그 후에도 많은 유아동 보호 계획을 후원하였다. 1992년 1월 104세로 사망했다. 매장지는 헬싱키 히에타니에미(Hietaniemi) 묘지이다.

## 같이 보기
- 라스텐린나
- 아동 복지를 위한 만네르헤임 리그